# Renwez (tổng)
Tổng Renwez là một tổng ở tỉnh Ardennes trong vùng Grand Est.
Tổng này được tổ chức xung quanh Renwez ở quận Charleville-Mézières. Độ cao trung bình là 263 m.

## Hành chính
| Giai đoạn | Ủy viên              | Đảng | Tư cách             |
| --------- | -------------------- | ---- | ------------------- |
| 1979-1985 | Gérard Drumel        | PS   |                     |
| 1985-1992 | Jeanine VASTINE-DIOT | RPR  |                     |
| 1992-1998 | Jeanine VASTINE-DIOT | RPR  |                     |
| 1998-2004 | Gérard Drumel        | DVG  | Thị trưởng Haudrecy |
| 2004-2010 | Gérard Drumel        | DVG  | Thị trưởng Haudrecy |

## Các đơn vị hành chính
Tổng Renwez gồm 15 xã với dân số 7 221 người (điều tra năm 1999, dân số không tính trùng)
| Xã                  | Dân số | Mã bưu chính | Mã insee |
| ------------------- | ------ | ------------ | -------- |
| Arreux              | 320    | 08090        | 08022    |
| Cliron              | 280    | 08090        | 08125    |
| Ham-les-Moines      | 358    | 08090        | 08206    |
| Harcy               | 459    | 08150        | 08212    |
| Haudrecy            | 266    | 08090        | 08216    |
| Lonny               | 414    | 08150        | 08260    |
| Les Mazures         | 774    | 08500        | 08284    |
| Montcornet          | 218    | 08090        | 08297    |
| Murtin-et-Bogny     | 142    | 08150        | 08312    |
| Remilly-les-Pothées | 216    | 08150        | 08358    |
| Renwez              | 1 437  | 08150        | 08361    |
| Saint-Marcel        | 325    | 08460        | 08389    |
| Sécheval            | 395    | 08150        | 08408    |
| Sormonne            | 542    | 08150        | 08429    |
| Tournes             | 1 075  | 08090        | 08457    |

## Thông tin nhân khẩu
| 1962                                                     | 1968  | 1975  | 1982  | 1990  | 1999  |
| -------------------------------------------------------- | ----- | ----- | ----- | ----- | ----- |
| 5 158                                                    | 5 521 | 5 664 | 6 248 | 6 882 | 7 221 |
| Nombre retenu à partir de 1962 : dân số không tính trùng |       |       |       |       |       |